# Kōta Morimura
Kōta Morimura (japanisch 森村 昂太 Morimura Kōta; * 14. August 1988 in Kodaira, Präfektur Tokio) ist ein ehemaliger japanischer Fußballspieler.

## Karriere
Morimura erlernte das Fußballspielen in der Jugendmannschaft von FC Tokyo. Seinen ersten Vertrag unterschrieb er 2007 bei FC Tokyo. Der Verein spielte in der höchsten Liga des Landes, der J1 League. Für den Verein absolvierte er drei Erstligaspiele. 2009 wechselte er zum Zweitligisten Mito HollyHock. Für den Verein absolvierte er 68 Ligaspiele. 2011 wechselte er zum Ligakonkurrenten Giravanz Kitakyushu. Für den Verein absolvierte er 84 Ligaspiele. 2014 wechselte er zum Ligakonkurrenten Avispa Fukuoka. Für den Verein absolvierte er 32 Ligaspiele. 2015 wechselte er zum Drittligisten FC Machida Zelvia. 2015 wurde er mit dem Verein Vizemeister der dritten Liga und stieg in die zweite Liga auf. Nach insgesamt 179 Ligaspielen für den Verein aus Machida wechselte er im Januar 2021 zum Regionalligisten Criacao Shinjuku. Mit dem Verein wurde er Meister und stieg somit in die vierte Liga auf. Nach der Saison 2023 beendete er seine Karriere als Fußballspieler.

## Erfolge
Criacao Shinjuku
- Kanto Soccer League (Div.1): 2021  ▲

FC Machida Zelvia
- Japanischer Drittligavizemeister: 2015  ▲